# 1290 هـ
1290 هـ هي سنة في التقويم الهجري امتدت مقابلةً في التقويم الميلادي بين سنتي 1873 و1874.

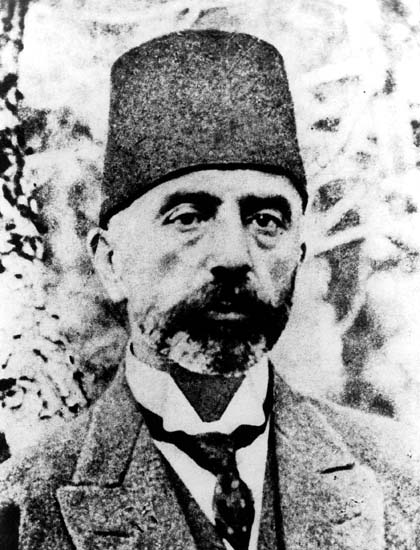
محمد عاكف آرصوي

## أحداث
- الأمام عبد الله بن فيصل يستلم من قاسم بن محمد آل ثاني أحدث الأسلحة.
- الأمير محمد بن فيصل بن تركي يرسل رسالة نصية لحاكم قطر لبدء العلاقات بين الدولتين.
- الأمير سعود بن فيصل يعلن نفسه إماما.
- الأمام عبد الله بن فيصل يعين عبد الرحمن بن فيصل إماما للدولة.
- الدولة العثمانية تحتل نصف المنطقة الشرقية.
- الأمام عبد الرحمن بن فيصل يأمر للمواطنين لجلب المياه من الخليج العربي قبل أن يحتل العثمانيون المنطقة الشرقية كلها.

## مواليد
- عبد الحسين شرف الدين الموسوي
- ولي الدين يكن
- أبو الفيض الكتاني، فقيه ومتصوف وشاعر مغربي.
- ألفرد بل
- جميل العظم
- رضا الهندي
- زينب بنت علي بك الأسعد
- عازر أرمانيوس
- فهمي المدرس
- محمد شكري الأسطواني
- محمد عاكف آرصوي
- علي أبو الفتوح

## وفيات
- صالح الكواز
- عبد الغفار الأخرس
- عثمان بن بشر
- حميدة العمالي
- رفاعة الطهطاوي
- حجرف الذويبي